# Inaba Masaaki
Inaba Masaaki est un nom japonais traditionnel ; le nom de famille (ou le nom d'école), Inaba , précède donc le prénom (ou le nom d'artiste).
Inaba Masaaki (稲葉 正明, 1723-9 septembre 1793) est un daimyō du domaine de Tateyama de la fin de l'époque d'Edo du Japon.

## Biographie
Inaba Masaaki est le 3e fils d'Inaba Masachika, daimyō du domaine de Yodo dans la province de Yamashiro. À la mort de son père, il reçoit une allocation de 3 000 koku et est autorisé à établir sa propre maison hatamoto. En août 1737, il devient l'un des pages du shogun Tokugawa Ieharu et reçoit le rang de cour 5e inférieur et le titre de courtoisie Etchu-no-kami. Il est promu régulièrement dans les rangs des hatamoto avec le soutien de Tanuma Okitsugu, gagne des terres d'une valeur de 2 000 koku dans les provinces de Hitachi et Kusuza en 1769, 2 000 koku supplémentaires dans la province d'Awa en 1777 et encore 3 000 koku à Awa et Kazusa en septembre 1781. Cette dernière subvention le qualifie pour le statut de daimyo et il est autorisé à faire revivre le domaine de Tateyama dans la province d'Awa, en sommeil depuis la chute du clan Satomi en 1614. En mai 1784, il change son titre de courtoisie pour celui d'Echizen-no-kami, et en 1785 reçoit 3 000 koku de plus dans la province d'Awa.
Cependant, après la mort du shogun Tokugawa Ieharu et l'assassinat de Tanuma Okitsugu, il est inclus dans la purge des partisans de Tanuma par Matsudaira Sadanobu et perd 3 000 koku de ses avoirs, ainsi que la résidence du domaine à Edo.
Il se retire de la vie publique le 8 juillet 1789, et transmet le domaine de Tateyama à son 4e fils, Inaba Masatake. Inaba Masaaki est marié à une fille de Toda Ujifusa, daimyō du domaine d'Ogaki-Shinden dans la province de Mino. Il meurt le 5 août 1793 ; sa tombe se trouve au Kōfuku-ji dans l'arrondissement de Sumida à Tokyo.

## Source de la traduction
- (en) Cet article est partiellement ou en totalité issu de l’article de Wikipédia en anglais intitulé « Inaba Masaaki » (voir la liste des auteurs).